# Búsàn
Búsàn é um filme de drama taiwanês de 2004 dirigido e escrito por Tsai Ming-liang. Foi selecionado como representante de Taiwan à edição do Oscar 2005, organizada pela Academia de Artes e Ciências Cinematográficas.

## Elenco
- Lee Kang-sheng
- Chen Shiang-chyi
- Mitamura Kiyonobu
- Jun Shih
- Miao Tien
- Chen Chao-jung
- Yang Kuei-Mei